# عابر پیاده (فیلم)
عابر پیاده (آلمانی: Der Fußgänger) فیلمی به کارگردانی ماکسیمیلیان شل است که در سال ۱۹۷۳ منتشر شد. از بازیگران آن می‌توان به پگی اشکرافت، الیزابت برگنر، پیتر هال و ماکسیمیلیان شل اشاره کرد.